# Hesperandra ubirajarai
Hesperandra ubirajarai là một loài bọ cánh cứng trong họ Cerambycidae.